# Camera lucida

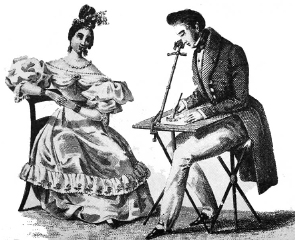
Camera lucida, 19e-eeuwse tekening

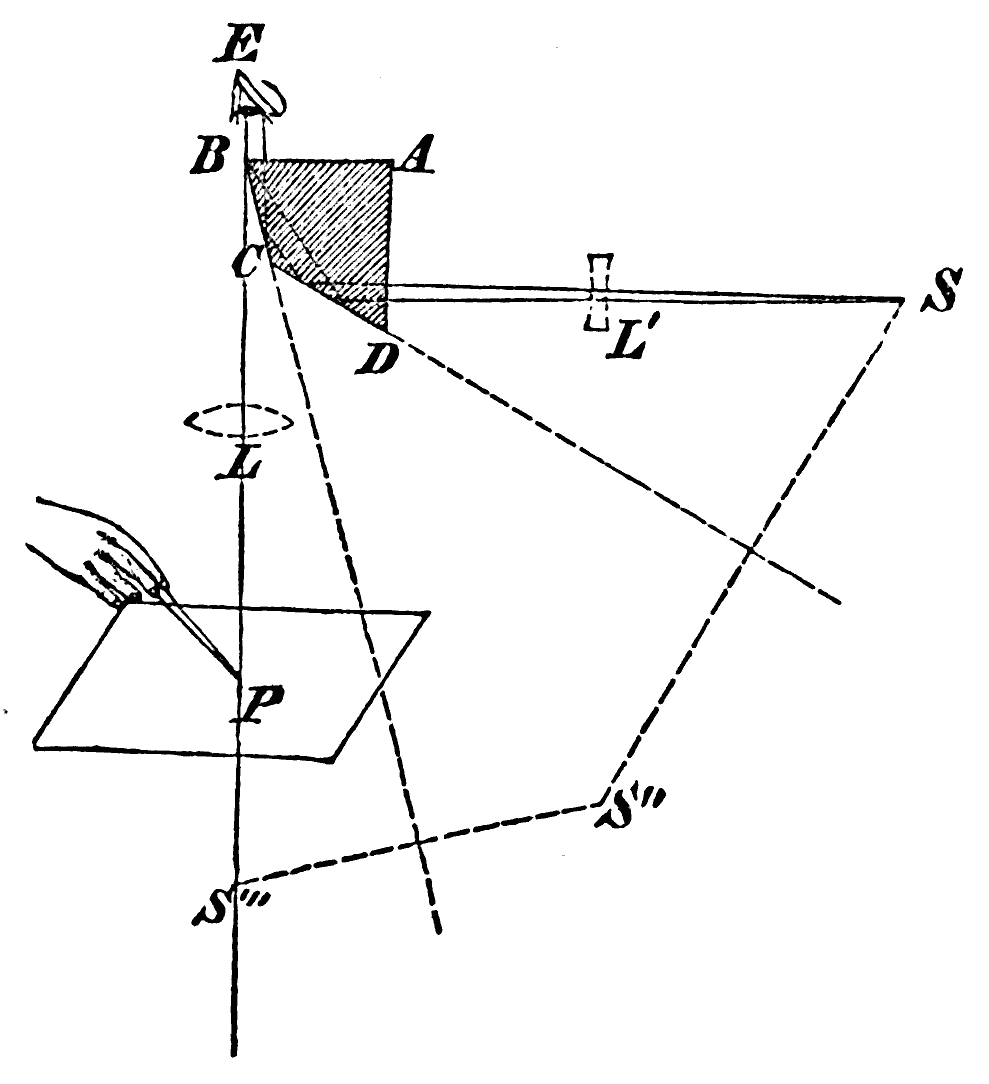
Diagram

Een camera lucida was een instrument bestaande uit een verstelbare stang, die met een klem aan de tekentafel werd vastgemaakt. Aan de bovenzijde was een in metaal gevat prisma bevestigd. Door dit prisma juist af te stellen, werd in de gewenste afmetingen het tafereel of het object op tekenpapier geprojecteerd. Het verkregen beeld was lichtarm en waarschijnlijk vond de camera lucida hierdoor weinig ingang. Het apparaat was vooral in de negentiende eeuw in omloop. 

## Episcoop
Veel later verscheen een (op hetzelfde principe berustende) projector, de episcoop. Dit apparaat bestaat uit een houder of behuizing met een verstelbare projectielens en een (soms twee) lamp(en) met een spiegel onder 45°. Het wordt met de open onderzijde op een afbeelding (postzegel, munt, foto, o.i.d.) geplaatst, dat dan groot op een scherm (of vel tekenpapier) te projecteren is.